# Vladislav Lukanin
Vladislav Lukanin –en ruso, Владислав Луканин– (28 de octubre de 1984) es un deportista ruso que compitió en halterofilia. Ganó cuatro medallas en el Campeonato Europeo de Halterofilia entre los años 2006 y 2011.

## Palmarés internacional
| Campeonato Europeo | Campeonato Europeo     | Campeonato Europeo | Campeonato Europeo |
| Año                | Lugar                  | Medalla            | Categoría          |
| ------------------ | ---------------------- | ------------------ | ------------------ |
| 2006               | Władysławowo (Polonia) | Medalla de plata   | 77 kg              |
| 2007               | Estrasburgo (Francia)  | Medalla de bronce  | 69 kg              |
| 2009               | Bucarest (Rumania)     | Medalla de bronce  | 69 kg              |
| 2011               | Kazán (Rusia)          | Medalla de oro     | 69 kg              |